# Марко Базаїті
Марко Базаїті (англ. Marco Basaiti; 1470–1530) — італійський художник з міста Венеція на зламі XV—XVI століть. Вважався суперником самого Джованні Белліні. Малював релігійні картини і портрети.

## Біографія
Походить з родини греків, що мешкала в Венеції. Його вчителем вважають венеційського майстра Альвізе Віваріні. Деякий час в творчому зростанні зрівнявся з своїм вчителем Альвізе Віваріні, бо деякі твори закінчував після його смерті (вівтарний образ покровителя міста Мілан Св. Амвросія, Собор Санта-Марія-Глоріоза-дей-Фрарі, Венеція). Помер у Венеції.

## Галерея

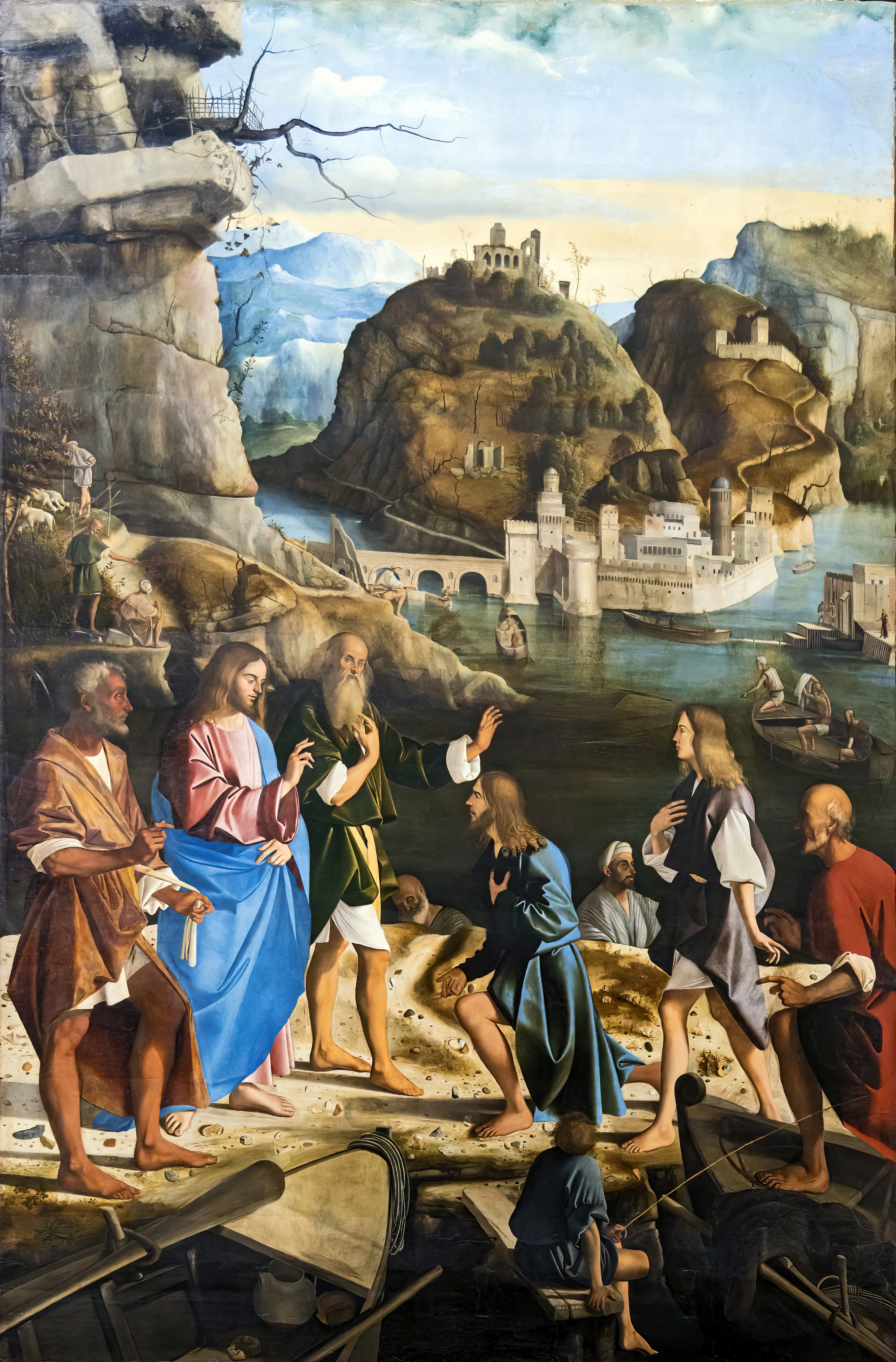
«Покликання синів Зеведеєвих», 1510. Галерея Академії, Венеція
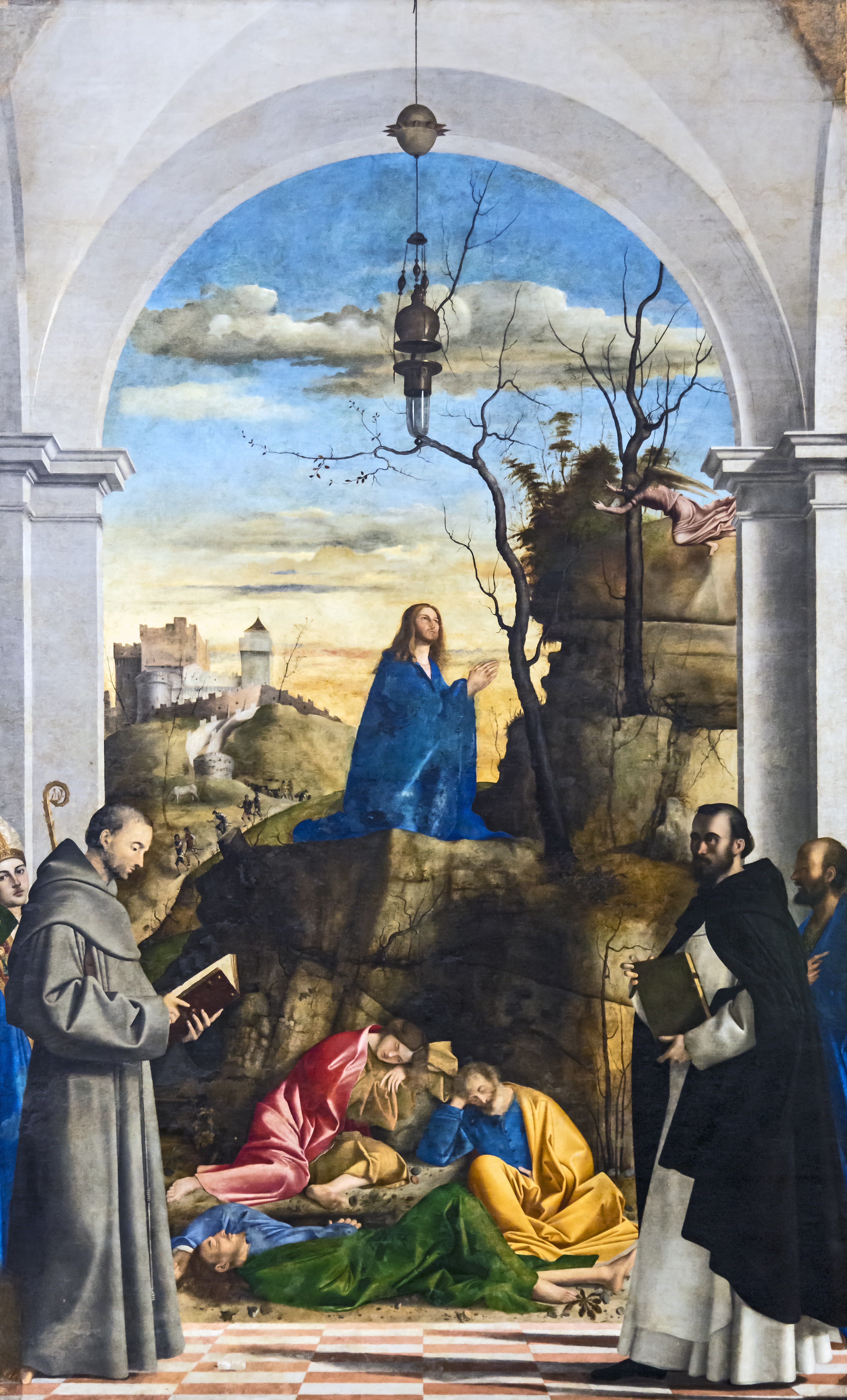
«Христос в Гетсиманському садку», Галерея Академії, Венеція
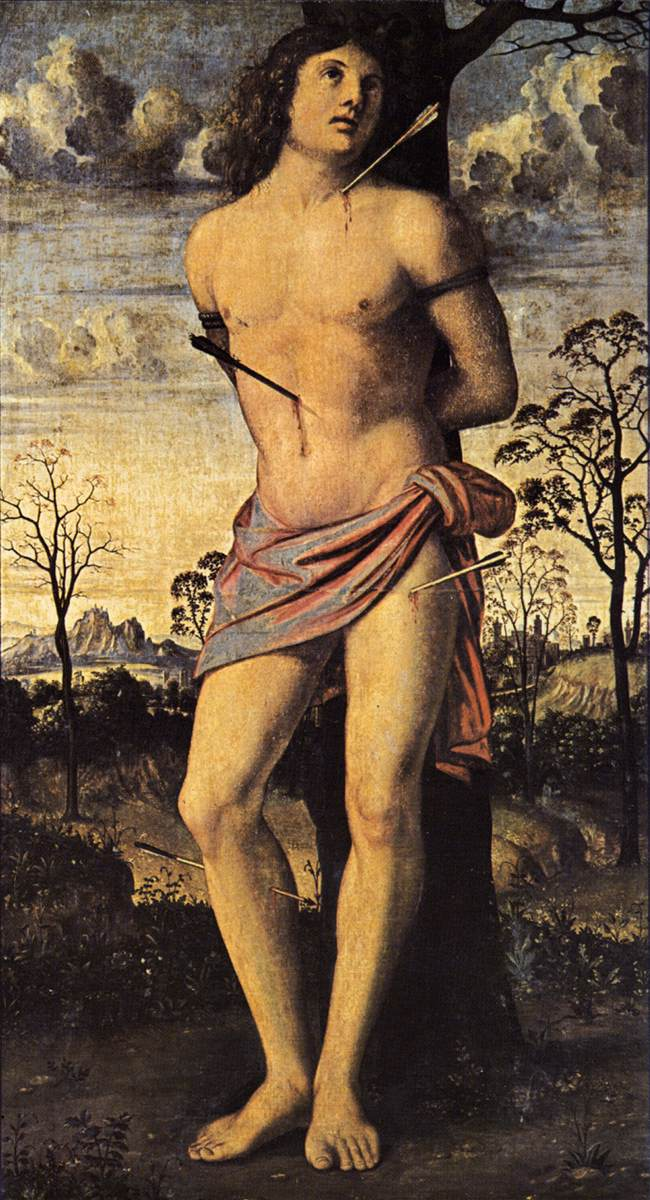
«Розстріл Святого Себастьяна», Венеція, церква Санта-Марія-делла-Салуте

## Країни світу, де зберігають твори Марка Базаіті
- Італія
- Росія
- Угорщина
- Україна